# Bajamar
Bajamar és una població costanera al nord-est de l'illa de Tenerife, a les Illes Canàries, pertanyent al municipi de San Cristóbal de La Laguna. Antigament era considerat un barri de Tejina, un altre poble de San Cristóbal de La Laguna. És un petit centre turístic i vacacional i s'hi accedeix per la carretera TF-13 Bajamar-Punta del Hidalgo.

## Descripció
Bajamar es troba als peus dels contraforts més occidentals del massís d'Anaga, a catorze quilòmetres de la població de La Laguna. Té una altitud mitjana de 48 metres sobre el nivell del mar, arribant als seus màxims 601 metres sobre el nivell del mar al Pico Isogue.
Bajamar ocupa una superfície de 2,08 km² que inclou el nucli urbà i un petit espai rural i natural, parcialment inclòs a l'espai protegit del parc rural del massís d'Anaga. Limita amb Punta del Hidalgo, a la zona del Paso del Guanche, amb Tegueste als cims, i amb Tejina a la zona del Riego.
La població compta amb diverses piscines naturals i la platja de Bajamar o San Juan, així com la piscina natural de Mariane i Charco Redondo i la zona de pràctica del surf de Baja Nueva, El Paso, el Lobo i las Bordas.